# Cuyuni-Mazaruni

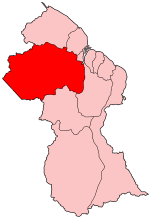
Regionens läge i Guyana.

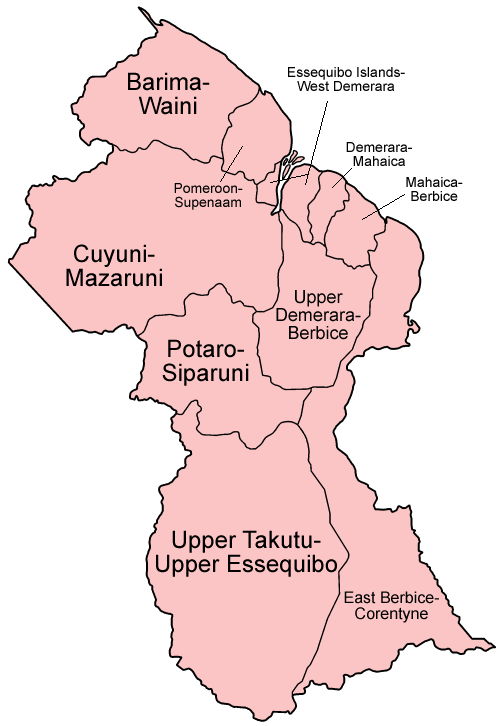
Guyanas 10 regioner.

Regionen Cuyuni-Mazaruni (Region 7 - Cuyuni-Mazaruni) är ett av Guyanas 10 Administrativa regioner.

## Geografi
Cuyuni-Mazaruni har en yta på cirka 47 213 km² med cirka 17 600 invånare. Befolkningstätheten är mindre än en invånare/km². Huvudorten är Bartica med cirka 7 500 invånare.
Floden Koatse flyter genom området.

## Förvaltning
Regionen förvaltas av en Regional Democratic Council (Regionala demokratiska rådet) som leds av en Chairman (Ordförande). Regionens ordningsnummer är 7 och ISO 3166-2-koden är "GY-CU".
Cuyuni-Mazaruni är underdelad i 9 Neighbourhood Democratic Councils (distrikt):
Ordinarie:
- Bartica

Ej ordinarie:
- Agatash
- Karambaru to Kukui River / Phillipi
- Jawalla, Kubenang River
- Kamarang
- Waramadan
- Paruima
- Arau
- Övriga områden

Den nuvarande regionindelningen om 10 regioner infördes 1980.